# إلين أرنولد
إلين أرنولد (بالإنجليزية: Elaine Arnold) هي مغنية أمريكية، ولدت في 1 أبريل 1910 في هيوستن في الولايات المتحدة، وتوفيت في 1 ديسمبر 2006.